# Цветная металлургия
Цветная металлургия — отрасль металлургии, которая включает добычу, обогащение руд цветных металлов и выплавку цветных металлов и их сплавов.
По физическим свойствам и назначению цветные металлы условно можно разделить на тяжёлые (медь, свинец, цинк, олово, никель) и лёгкие (алюминий, титан, магний). На основании этого деления различают металлургию лёгких металлов и металлургию тяжёлых металлов.

## Размещение предприятий отрасли
Размещение предприятий цветной металлургии зависит от многих экономических и природных условий, особенно от сырьевого фактора. Заметную роль помимо сырья играет топливно-энергетический фактор.
На территории России сформировано несколько основных баз цветной металлургии. Различия их в специализации объясняются несхожестью географии лёгких металлов (алюминиевая, титано-магниевая промышленность) и тяжёлых металлов (медная, свинцово-цинковая, оловянная, никель-кобальтовая промышленности).

### Тяжёлые металлы

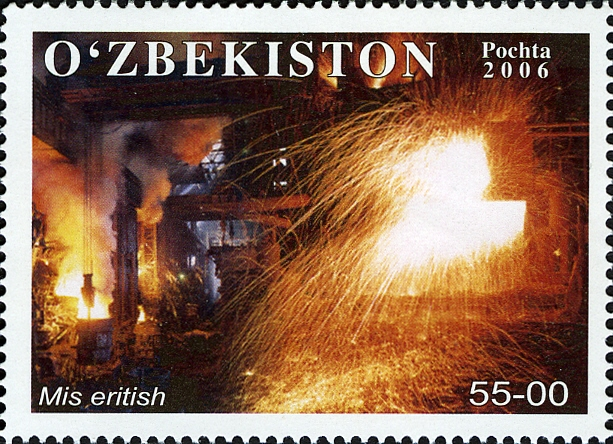
Медеплавильное производство на почтовой марке Узбекистана

Производство тяжёлых цветных металлов в связи с небольшой потребностью в энергии приурочено к районам добычи сырья.
- По запасам, добыче и обогащению медных руд, а также по выплавке меди ведущее место в России занимает Уральский экономический район, на территории которого выделяются Красноуральский, Кировградский, Среднеуральский, Медногорский комбинаты.
- Свинцово-цинковая промышленность в целом тяготеет к районам распространения полиметаллических руд. К таким месторождениям относятся Садонское (Северный Кавказ), Салаирское (Западная Сибирь), Нерчинское (Восточная Сибирь) и Дальнегорское (Дальний Восток).
- Центром никель-кобальтовой промышленности являются города Норильск (Восточная Сибирь) и Мончегорск (Северный экономический район), а также поселок городского типа Никель (Мурманская область).

### Лёгкие металлы
Для получения лёгких металлов требуется большое количество энергии. Поэтому сосредоточение предприятий, выплавляющих легкие металлы, у источников дешёвой энергии — важнейший принцип их размещения.
- Сырьём для производства алюминия являются бокситы Северо-Западного района (Бокситогорск), Урала (город Североуральск), нефелины Кольского полуострова (Кировск) и юга Сибири (Горячегорск). Из этого алюминиевого сырья в районах добычи выделяют окись алюминия — глинозём. Получение из него металлического алюминия требует больших затрат электроэнергии. Поэтому алюминиевые заводы строят вблизи крупных электростанций, преимущественно ГЭС (Братской, Красноярской и др.)
- Титано-магниевая промышленность размещается преимущественно на Урале, как в районах добычи сырья (Березниковский титано-магниевый завод), так и в районах дешёвой энергии (Усть-Каменогорский титано-магниевый завод). Заключительная стадия титано-магниевой металлургии — обработка металлов и их сплавов — чаще всего размещается в районах потребления готовой продукции.